# Coupe des champions de la CONCACAF 1988
Navigation
Édition précédente Édition suivante
La Coupe des champions de la CONCACAF 1988 était la vingt-quatrième édition de cette compétition.
Elle a été remportée par le CD Olimpia face au Defence Force sur le score cumulé de quatre buts à zéro.

## Participants
Un total de 30 équipes provenant d'un maximum de 16 nations pouvaient participer au tournoi. Elles appartenaient aux zones Amérique du Nord, Amérique Centrale et Caraïbes de la CONCACAF.
Le tableau des clubs qualifiés était le suivant :
| Nation                                    | Club                        | Raison de qualification                                    |
| Zone Amérique du Nord / Amérique Centrale |                             |                                                            |
| Troisième tour                            |                             |                                                            |
| États-Unis                                | Washington Diplomats        | Méthode de qualification inconnue.                         |
| États-Unis                                | Seattle Mitre Eagles        | Finaliste de la National Challenge Cup 1987.               |
| Deuxième tour                             |                             |                                                            |
| Mexique                                   | CD Cruz Azul                | Second du championnat du Mexique 1986-87.                  |
| Mexique                                   | CA Monarcas Morelia         | Meilleur demi-finaliste du championnat du Mexique 1986-87. |
| Salvador                                  | CD Águila                   | Champion du Salvador 1987-88.                              |
| Salvador                                  | Club Deportivo FAS          | Second du championnat du Salvador 1987-88.                 |
| Honduras                                  | CD Olimpia                  | Champion du Honduras 1987.                                 |
| Honduras                                  | CD Marathón                 | Second du championnat du Honduras 1987.                    |
| Guatemala                                 | CSD Municipal               | Champion du Guatemala 1987.                                |
| Guatemala                                 | Aurora FC                   | Second du championnat du Guatemala 1987.                   |
| Belize                                    | Leslie Verdes               | Méthode de qualification inconnue.                         |
| Belize                                    | Coke Milpross               | Méthode de qualification inconnue.                         |
| Costa Rica                                | Municipal Puntarenas        | Champion du Costa Rica 1985-86.                            |
| Premier tour                              |                             |                                                            |
| Panama                                    | CD Plaza Amador             | Méthode de qualification inconnue.                         |
| Costa Rica                                | LD Alajuelense              | Second du championnat du Costa Rica 1985-86.               |
| Zone Caraïbes                             |                             |                                                            |
| Deuxième tour                             |                             |                                                            |
| Saint-Vincent-et-les-Grenadines           | Sion Hill                   | Méthode de qualification inconnue.                         |
| Saint-Vincent-et-les-Grenadines           | Cardinals                   | Méthode de qualification inconnue.                         |
| Guadeloupe                                | Zénith Morne-à-l'Eau        | Méthode de qualification inconnue.                         |
| Suriname                                  | SV Robinhood                | Champion du Surinam 1987.                                  |
| Premier tour                              |                             |                                                            |
| Trinité-et-Tobago                         | Trintoc                     | Champion de Trinité-et-Tobago 1988.                        |
| Trinité-et-Tobago                         | Defence Force               | Second du championnat de Trinité-et-Tobago 1988.           |
| Antilles néerlandaises                    | Union Deportivo Banda Abou  | Champion des Antilles néerlandaises 1987                   |
| Antilles néerlandaises                    | RKSV Centro Dominguito      | Vice-champion des Antilles néerlandaises 1987              |
| Martinique                                | Excelsior de Fort de France | Champion de la Martinique 1987.                            |
| Martinique                                | Club Franciscain            | Second du championnat de la Martinique 1987.               |
| Guadeloupe                                | La Gauloise de Basse-Terre  | Méthode de qualification inconnue.                         |
| Suriname                                  | SV Leo Victor               | Second du championnat du Surinam 1987.                     |
| Jamaïque                                  | Seba United                 | Champion de Jamaïque 1987.                                 |
| Guyane                                    | ASL Sport Guyanais          | Champion de Guyane 1985-86.                                |

## Calendrier
| Tour                          | Nom                    | Date aller               | Date retour          | Équipes participantes | Équipes restantes |
| Phase de qualification (1988) |                        |                          |                      |                       |                   |
| 1                             | Phase de qualification | 16 mars - 9 novembre     | 16 mars - 9 novembre | 30                    | 30 à 4            |
| Phase finale (1988)           |                        |                          |                      |                       |                   |
| 1                             | Demi-finale            | 30 novembre - 4 décembre | 4 - 11 décembre      | 4                     | 4 à 2             |
| 2                             | Finale                 | 19 décembre              | 21 décembre          | 2                     | 2 à 1             |

## Compétition

### Phase de qualification

#### ZoneAmérique du Nord/Amérique Centrale

##### Premier tour
| Date        | Pays | Club            | Aller | Retour | Club           | Pays | Commentaire |
| 5 / 12 juin |      | CD Plaza Amador | 0-2   | 1-2    | LD Alajuelense |      |             |

##### Deuxième tour
| Date               | Pays | Club                | Aller | Retour | Club          | Pays | Commentaire           |
| 30 mars / 20 avril |      | CA Monarcas Morelia | 9-0   | 2-0    | Coke Milpross |      |                       |
| 30 mars / 20 avril |      | Leslie Verdes       | 0-2   | 2-12   | CD Cruz Azul  |      | Matchs joués à Mexico |

Le tournoi suivant a eu lieu dans le Stade Mateo Flores à Guatemala City au Guatemala.
| Rang | Équipe         | Pts | J | G | N | P | Bp | Bc | Diff |
| ---- | -------------- | --- | - | - | - | - | -- | -- | ---- |
| 1    | LD Alajuelense | 5   | 3 | 2 | 1 | 0 | 4  | 2  | +2   |
| 2    | CD Marathón    | 4   | 3 | 2 | 0 | 1 | 3  | 1  | +2   |
| 3    | CSD Municipal  | 3   | 3 | 1 | 1 | 1 | 4  | 4  | 0    |
| 4    | CD Águila      | 0   | 3 | 0 | 0 | 3 | 2  | 6  | -4   |

| Date      | Pays | Club           | Score | Club           | Pays |
| 26 juin   |      | LD Alajuelense | 2-1   | CD Águila      |      |
| 26 juin   |      | CSD Municipal  | 0-2   | CD Marathón    |      |
| 29 juin   |      | CD Marathón    | 1-0   | CD Águila      |      |
| 29 juin   |      | CSD Municipal  | 1-1   | LD Alajuelense |      |
| 3 juillet |      | LD Alajuelense | 1-0   | CD Marathón    |      |
| 3 juillet |      | CSD Municipal  | 3-1   | CD Águila      |      |

Le tournoi suivant a eu lieu dans le Stade Tiburcio Carias Andino à Tegucigalpa au Honduras.
| Rang | Équipe               | Pts | J | G | N | P | Bp | Bc | Diff |
| ---- | -------------------- | --- | - | - | - | - | -- | -- | ---- |
| 1    | CD Olimpia           | 5   | 3 | 2 | 1 | 0 | 6  | 2  | +4   |
| 2    | Aurora FC            | 4   | 3 | 1 | 2 | 0 | 4  | 2  | +2   |
| 3    | Club Deportivo FAS   | 2   | 3 | 0 | 2 | 1 | 4  | 6  | -2   |
| 4    | Municipal Puntaneras | 1   | 3 | 0 | 1 | 2 | 2  | 6  | -4   |

| Date      | Pays | Club                 | Score | Club                 | Pays |
| 26 juin   |      | Aurora FC            | 2-0   | Municipal Puntaneras |      |
| 26 juin   |      | CD Olimpia           | 3-1   | Club Deportivo FAS   |      |
| 30 juin   |      | Municipal Puntaneras | 2-2   | Club Deportivo FAS   |      |
| 30 juin   |      | CD Olimpia           | 1-1   | Aurora FC            |      |
| 3 juillet |      | Aurora FC            | 1-1   | Club Deportivo FAS   |      |
| 3 juillet |      | CD Olimpia           | 2-0   | Municipal Puntaneras |      |

##### Troisième tour
| Date               | Pays | Club                 | Aller | Retour | Club                 | Pays | Commentaire               |
| 30 mars / 20 avril |      | CD Cruz Azul         | 9-0   | 0-0    | Seattle Mitre Eagles |      |                           |
| 5 / 12 juin        |      | Washington Diplomats | 1-2   | 1-2    | CA Monarcas Morelia  |      | Matchs joués à Washington |

Le tournoi suivant a eu lieu dans le Stade Tiburcio Carias Andino à Tegucigalpa au Honduras.
| Rang | Équipe         | Pts | J | G | N | P | Bp | Bc | Diff |
| ---- | -------------- | --- | - | - | - | - | -- | -- | ---- |
| 1    | LD Alajuelense | 4   | 3 | 1 | 2 | 0 | 4  | 2  | +2   |
| 2    | CD Olimpia     | 4   | 3 | 1 | 2 | 0 | 3  | 1  | +2   |
| 3    | Aurora FC      | 3   | 3 | 0 | 3 | 0 | 1  | 1  | 0    |
| 4    | CD Marathón    | 1   | 3 | 0 | 1 | 2 | 0  | 4  | -4   |

| Date    | Pays | Club           | Score | Club           | Pays |
| 17 août |      | CD Olimpia     | 0-0   | Aurora FC      |      |
| 18 août |      | CD Marathón    | 0-2   | LD Alajuelense |      |
| 21 août |      | CD Olimpia     | 1-1   | LD Alajuelense |      |
| 21 août |      | CD Marathón    | 0-0   | Aurora FC      |      |
| 24 août |      | LD Alajuelense | 1-1   | Aurora FC      |      |
| 24 août |      | CD Olimpia     | 2-0   | CD Marathón    |      |

##### Quatrième tour
| Date            | Pays | Club           | Aller   | Retour  | Club                | Pays | Commentaire                   |
| 4 oct. / 9 nov. |      | CD Olimpia     | 0-0     | 2-1     | CD Cruz Azul        |      |                               |
| 4 oct. / 9 nov. |      | LD Alajuelense | Forfait | Forfait | CA Monarcas Morelia |      | Forfait avant le premier tour |

#### ZoneCaraïbes

##### Premier tour
| Date              | Pays | Club                   | Aller | Retour | Club                        | Pays | Commentaire |
| 16 mars / 6 avril |      | Club Franciscain       | 2-2   | 0-2    | Defence Force               |      |             |
| 30 avril / 24 mai |      | Trintoc                | 1-1   | 0-1    | Excelsior de Fort de France |      |             |
| 15 mai / 4 juin   |      | SV Leo Victor          | 2-1   | 0-2    | ASL Sport Guyanais          |      |             |
| 27 mai / 11 juin  |      | RKSV Centro Dominguito | 1-1   | 0-2    | La Gauloise de Basse-Terre  |      |             |
| 5 / 12 juin       |      | Seba United            | 3-0   | 2-2    | Union Deportivo Banda Abou  |      |             |

##### Deuxième tour
Le deuxième tour de qualification est le dernier tour dont on retrouve la trace, il n'y a aucune information sur les raisons qui font du Defence Force et du SV Robinhood les représentants de la zone caraïbes lors de la phase finale.
| Date             | Pays | Club                 | Aller | Retour | Club                        | Pays | Commentaire |
| 1er / 26 mai     |      | Cardinals            | 0-1   | 0-0    | Defence Force               |      |             |
| 25 mai / 12 juin |      | Zénith Morne-à-l'Eau | 3-1   | 0-4    | SV Robinhood                |      |             |
| 19 / 25 juin     |      | Sion Hill            | 1-3   | 0-4    | Excelsior de Fort de France |      |             |

### Phase Finale

#### Tableau
|  |                                |                                 |               |            |            |   |   |        |        |        |        |        |
|  | 1/2 finale                     | 1/2 finale                      | 1/2 finale    | 1/2 finale | 1/2 finale |   |   | Finale | Finale | Finale | Finale | Finale |
|  | 30 novembre et 4 décembre 1988 |                                 |               |            |            |   |   |        |        |        |        |        |
|  |                                |                                 |               |            |            |   |   |        |        |        |        |        |
|  | CD Olimpia                     |                                 | 1             | 1          |            |   |   |        |        |        |        |        |
|  | CD Olimpia                     | 19 décembre et 21 décembre 1988 | 1             | 1          |            |   |   |        |        |        |        |        |
|  | LD Alajuelense                 |                                 | 1             | 0          |            |   |   |        |        |        |        |        |
|  | LD Alajuelense                 | CD Olimpia                      | 1             | 0          |            | 2 | 2 |        |        |        |        |        |
|  | 4 décembre et 11 décembre 1988 | CD Olimpia                      |               |            |            | 2 | 2 |        |        |        |        |        |
|  |                                |                                 | Defence Force |            | 0          | 0 |   |        |        |        |        |        |
|  | SV Robinhood                   |                                 | Defence Force | 0          | 0          | 0 | 0 |        |        |        |        |        |
|  | SV Robinhood                   |                                 |               | 0          |            |   | 0 |        |        |        |        |        |
|  | Defence Force                  |                                 | 0             | 2          |            |   |   |        |        |        |        |        |
|  | Defence Force                  |                                 | 0             | 2          |            |   |   |        |        |        |        |        |

#### Demi-finale
| Pays | Club         | Aller | Retour | Club           | Pays | Commentaire |
|      | CD Olimpia   | 1-1   | 1-0    | LD Alajuelense |      |             |
|      | SV Robinhood | 0-0   | 0-2    | Defence Force  |      |             |

#### Finale
| Match aller      | CD Olimpia       | 2:0 | Defence Force | Stade inconnu Puerto Cortés, Honduras |  |
| 19 décembre 1988 | Buteurs inconnus |     |               |                                       |  |

| Match retour     | Defence Force | 0:2   | CD Olimpia                    | Stade Tiburcio Carias Andino Tegucigalpa, Honduras |                                                |
| 21 décembre 1988 |               | (0:0) | Caballero 48e · Caballero 60e | Spectateurs : 24 637 Arbitrage : Brizio Carter     | Spectateurs : 24 637 Arbitrage : Brizio Carter |

| Champion de la CONCACAF 1988 |
| ---------------------------- |
| Drapeau du Honduras          |
| CD Olimpia Deuxième Titre    |